# Malacomys longipes
Malacomys longipes is een knaagdier uit het geslacht Malacomys dat voorkomt van Zuidoost-Nigeria tot Zuid-Soedan, Oeganda, Rwanda, Noordwest-Zambia en Noordoost-Angola. De soort komt ook voor op het eiland Bioko. Het karyotype bedraagt 2n=48, FN=52 (FNa=48). Deze soort komt in het regenwoud voor in allerlei microhabitats, maar meestal leeft hij bij stroompjes.